# Meleon
Meleon Wanless, 1984 è un genere di ragni appartenente alla famiglia Salticidae.

## Distribuzione
Le otto specie oggi note di questo genere sono state rinvenute prevalentemente in Madagascar (circa 5 specie endemiche); le altre tre in Africa centrale, orientale e meridionale.

## Tassonomia
A giugno 2011, si compone di otto specie:
- Meleon guineensis (Berland & Millot, 1941) — Guinea, Costa d'Avorio
- Meleon insulanus Logunov & Azarkina, 2008 — Madagascar
- Meleon kenti (Lessert, 1925)[2] — Angola, Africa meridionale
- Meleon madagascarensis (Wanless, 1978) — Madagascar
- Meleon raharizonina Logunov & Azarkina, 2008 — Madagascar
- Meleon russata (Simon, 1900) — Madagascar
- Meleon solitaria (Lessert, 1927) — Africa centrale e orientale
- Meleon tsaratanana Logunov & Azarkina, 2008 — Madagascar